# 엘사드 즈베로티치
엘사드 즈베로티치(세르비아어: Eлcaд Звepoтић / Elsad Zverotić, 1986년 10월 31일 ~ )는 과거 수비형 미드필더, 라이트 백으로 활약했던 몬테네그로의 전 축구 선수이다.
바젠하이트, 빌, 루체른, 영 보이스에서 활약하면서 스위스 슈퍼리그에서 이름 있는 선수가 된 즈베로티치는 2013년 9월 2일 풀럼과 2년 계약을 하면서 프리미어리그에 입성하게 되었다. 그러나 이듬해 풀럼은 강등되고, 풀럼에서 별다른 활약을 보이지 못하자 2015년 시옹과 계약하면서 스위스로의 복귀를 알렸다.